# سوندر كوفيورد
سوندر كوفيورد (بالنرويجية البوكمول: Sondre Kåfjord)‏ هو لاعب كرة قدم نرويجي، ولد في 7 يونيو 1948 في ماندال في النرويج.